# Flaga Włoch

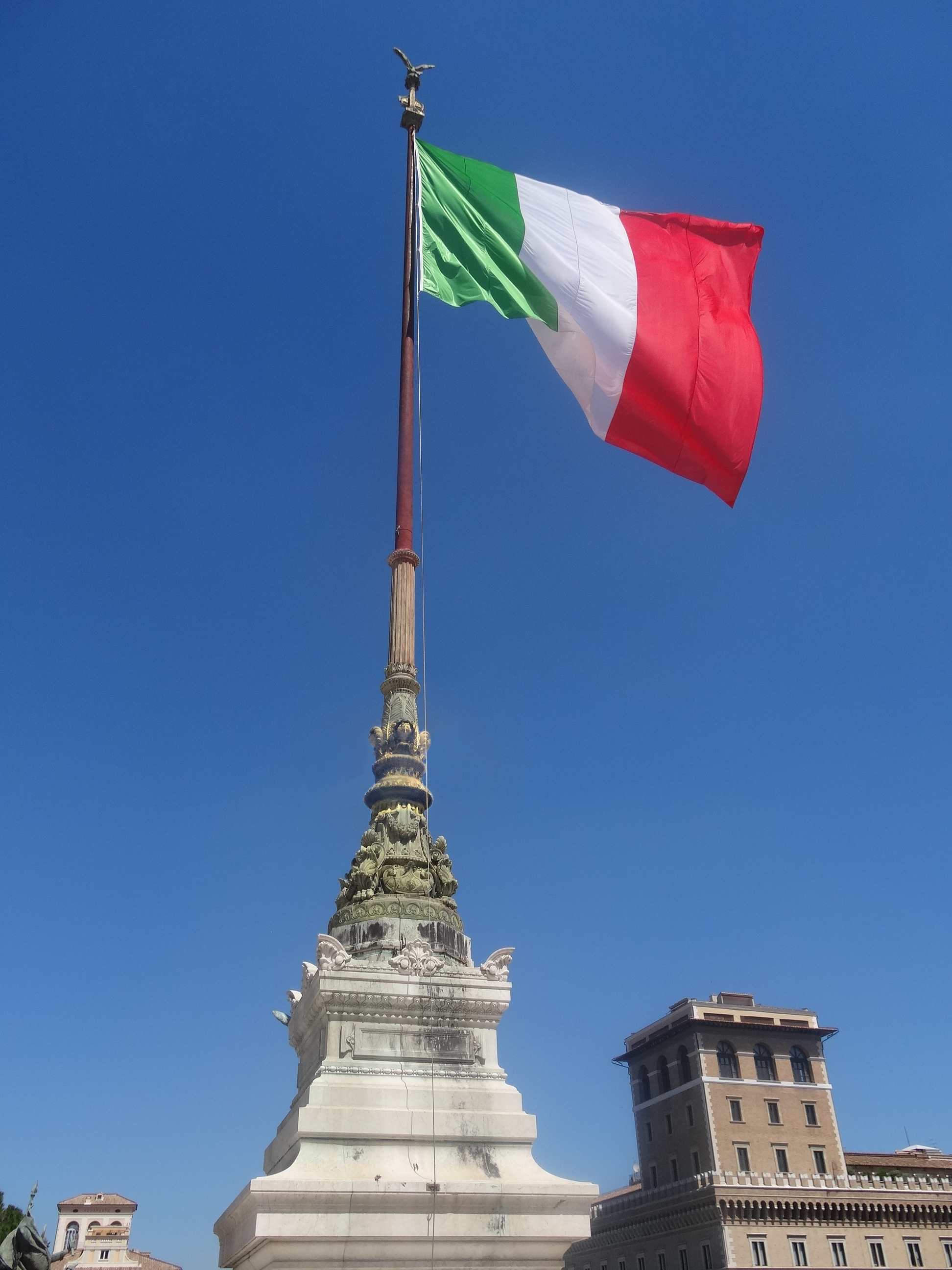
Flaga Włoch na pomniku Wiktora Emanuela II w Rzymie

Flaga Włoch – jeden z symboli państwowych Republiki Włoskiej, który jest w kształcie prostokąta podzielonego na trzy pionowe pasy w barwach: zielona, biała, czerwona.

## Symbolika
Trójkolorowe pasy nawiązują do rewolucji francuskiej, podkreślając znaczenie trzeciego stanu w rządzeniu państwem. Potocznie uważa się także, że kolory symbolizują: zielony – wolność, nadzieja i krajobraz śródziemnomorski, biały – wiara katolicka i ośnieżone szczyty Alp, czerwony – męstwo i krew tych, którzy walczyli o zjednoczenie Włoch. Taki sam zestaw kolorów mają flagi państwowe: Meksyku, Bułgarii, Węgier, Iranu.

## Historia
Po raz pierwszy trójkolorowa flaga pojawiła się w 1795 roku w Bolonii podczas zamieszek studenckich. Oficjalnie flagą włoską została w 1796 roku dzięki Napoleonowi, który ją przyjął dla Legionu Lombardzkiego. Używano jej od 11 maja 1798 do 20 sierpnia 1802. Towarzyszyła wszystkim walkom o niepodległość, łącząc się z ideami jedności i niepodległości narodowej. W 1848 król Sardynii przywrócił ją i w centrum umieścił herb swej dynastii sabaudzkiej. Pod koniec II wojny światowej trójkolorowa flaga bez symboli była uznawana za flagę Włoskiej Republiki Socjalnej. W obecnym kształcie została zatwierdzona w konstytucji republiki 19 czerwca 1946.

Flaga Republiki Włoskiej (1802–1805)
Flaga Królestwa Włoch (1805–1814)
Flaga Królestwa Włoch (1861–1925)
Flaga Królestwa Włoch (1925–1946)
Flaga Włoskiego Komitetu Wyzwolenia Narodowego (1943–1945)
Bandera wojenna Włoskiej Republiki Socjalnej (1944–1945)
Flaga Republiki Włoskiej (1946–2003)
Flaga Republiki Włoskiej (2003–2006)

## Konstrukcja i wymiary
Prostokąt o proporcjach 2:3 podzielony na trzy równe pionowe pasy: zielony, biały, czerwony.